# Wabarra
Wabarra is een geslacht van spinnen uit de  familie van de Amaurobiidae (nachtkaardespinnen).

## Soorten
- Wabarra caverna Davies, 1996
- Wabarra pallida Davies, 1996